# Wladimir Giesl von Gieslingen
Wladimir (Rudolf Karl), baron Giesl von Gieslingen (né le 18 février 1860 à Fünfkirchen - mort le 20 avril 1936 à Salzbourg) fut un général et diplomate austro-hongrois qui joua un rôle diplomatique important avant la Première Guerre mondiale. 

## Biographie
Il était le fils cadet d'un général austro-hongrois et son frère aîné Arthur (en) fut également général. Après ses études à l'Académie militaire thérésienne, il sortit comme lieutenant en 1879. Diplômé de l'École de Guerre en 1884, il fut promu et attaché à l'État-major. Il servit ensuite dans des différentes unités à Tarnów, Brno, Sarajevo et Theresienstadt.
En 1893, il fut envoyé  à Constantinople comme attaché militaire fut promu au rang de major l'année suivante. À la suite de la Guerre gréco-turque, il prit part aux activités de maintien de la paix sur Crète en 1896-1897. En 1898, il fut nommé attaché militaire également  à Athènes et Sofia et reçut une promotion à colonel en 1900. En 1906, il fut promu au major-général et l'année suivante, il fut membre de la délégation austro-hongroise à la Seconde conférence de La Haye. En 1909, il fut nommé ministre à Cetinje et l'année suivante promu au lieutenant-général.
Le 13 novembre 1913, le baron Giesl von Gieslingen fut nommé ambassadeur austro-hongrois à Belgrade où il joua un rôle clé l'année suivante au cours de la crise de juillet. Le 28 juin 1914, l'héritier de l'Empire austro-hongrois l'archiduc François-Ferdinand fut assassiné à Sarajevo. Le 23 juillet, l'ambassadeur présenta un ultimatum austro-hongrois aux autorités serbes avec un délai de 48 heures. Après le passage de ce délai, il quitta la Serbie sous instruction du ministre des Affaires étrangères le comte Berchtold. Le 28 juillet 1914, l'Autriche-Hongrie déclara la guerre à la Serbie et la Première Guerre mondiale fut déclenchée. 
À son retour à Vienne, le baron Giesl von Gieslingen fut nommée officier de liaison du ministère des Affaires étrangères au quartier-général de l'Armée et promu général de cavalerie en août 1914. Toutefois, le chef d'état-major général le général Conrad von Hötzendorf l'accusa de transmettre des secrets militaires au comte Berchtold. Baron Giesl von Gieslingen demanda à être transféré au front ce qui fut rejeté et il prit sa retraite en janvier 1915.
En 1917, il fut envoyé en mission diplomatique à Constantinople où il effectua les préparations de la visite de l'empereur Charles Ier au début de 1918.